# Jerome (Arizona)
Jerome es un pueblo ubicado en el condado de Yavapai en el estado estadounidense de Arizona. En el Censo de 2010 tenía una población de 444 habitantes y una densidad poblacional de 198,41 personas por km².

## Geografía
Jerome se encuentra ubicado en las coordenadas 34°44′48″N 112°6′26″O / 34.74667, -112.10722. Según la Oficina del Censo de los Estados Unidos, Jerome tiene una superficie total de 2.24 km², de la cual 2.24 km² corresponden a tierra firme y (0%) 0 km² es agua.

## Demografía
Según el censo de 2010, había 444 personas residiendo en Jerome. La densidad de población era de 198,41 hab./km². De los 444 habitantes, Jerome estaba compuesto por el 93.69% blancos, el 0.68% eran afroamericanos, el 0.45% eran amerindios, el 0.23% eran asiáticos, el 0% eran isleños del Pacífico, el 1.35% eran de otras razas y el 3.6% pertenecían a dos o más razas. Del total de la población el 5.63% eran hispanos o latinos de cualquier raza.